# Resolutie 39 Veiligheidsraad Verenigde Naties
Resolutie 39 van de Veiligheidsraad van de Verenigde Naties werd op 20 januari 1948 aangenomen met negen stemmen tegen geen. Oekraïne en de Sovjet-Unie onthielden zich. De Veiligheidsraad richtte een commissie op om de situatie in Kasjmir onder de loep te nemen.

## Achtergrond
Toen de regio Kasjmir zich ondanks een overgrote moslimmeerderheid had aangesloten bij India, ontstond een gewapend conflict met Pakistan. De VN-Veiligheidsraad had in resolutie 38 beide landen al opgeroepen de situatie onder controle te houden.

## Inhoud
De Veiligheidsraad nam, gezien het feit dat hij elke situatie die de internationale vrede en veiligheid in gevaar brengt mag onderzoeken en dat dit in de kwestie tussen India en Pakistan dringend nodig was, de volgende resolutie aan:
A. Een commissie bestaande uit drie leden van de Veiligheidsraad is hiermee opgericht. India en Pakistan mogen elk een lid kiezen. Het derde lid wordt door de twee andere gekozen.
B. De commissie zal zo snel mogelijk ter plaatse gaan. Ze moet de Veiligheidsraad op de hoogte houden en regelmatig een rapport indienen.
C. De commissie krijgt twee taken:
1. Een feitenonderzoek doen, op grond van artikel 34 van het Handvest der Verenigde Naties.
2. Haar invloed gebruiken om het conflict te temperen en rapporteren hoever ze staat met de haar opgelegde taken.

D. De commissie zal rekening houden met:
1. De brief van India van 1 januari en Pakistan van 15 januari aan de Veiligheidsraad over de situatie in Kasjmir.
2. De brief van Pakistan van 15 januari aan secretaris-generaal Trygve Lie over andere situaties.

E. De commissie zal haar beslissing nemen bij meerderheid, mag haar eigen procedures opstellen en mag extra leden en personeel toewijzen.
F. De leden en het personeel van de commissie hebben toestemming om naar eender waar ze het nodig achten te reizen, in het bijzonder het conflictgebied.
G. De secretaris-generaal zal de commissie het nodige personeel en bijstand geven.
Lijst ·  38 ·  39 ·  40 ·  41 ·  42 ·  43 ·  44 ·  45 ·  46 ·  47 ·  48 ·  49 ·  50 ·  51 ·  52 ·  53 ·  54 ·  55 ·  56 ·  57 ·  58 ·  59 ·  60 ·  61 ·  62 ·  63 ·  64 ·  65 ·  66